# Kurt Stegmann von Pritzwald
Kurt Friedrich Woldemar Stegmann von Pritzwald (* 30. Maijul. / 12. Juni 1901greg. in Birkenruh bei Wenden (Livland); † 21. Dezember 1962 in Marburg) war ein deutscher Indogermanist, Linguist und Hochschullehrer.

## Herkunft, Studium und Berufseinstieg
Kurt Stegmann von Pritzwald war der Sohn des Agronomen und Hochschullehrers Friedrich Percival Stegmann von Pritzwald (1868–1938) und dessen Ehefrau Alice, geborene Neander.
Er absolvierte seine Schullaufbahn an Gymnasien in Riga sowie seit 1918 in Stettin und in Meiningen, die er 1920 am Bernhardinum mit dem Abitur abschloss. Nach dem Ende des Ersten Weltkrieges betätigte er sich zwischenzeitlich bis Februar 1920 im Freikorps Jena sowie in der Eisernen Division und der Baltischen Landeswehr. Für die Teilnahme an den Kämpfen im Baltikum wurde er mit dem Baltenkreuz und dem Landeswehrkreuz mit Schwerten ausgezeichnet. An den Universitäten Gießen, Jena und München absolvierte er nach dem Abitur bis 1925 ein Studium der indogermanischen Sprachwissenschaft, Germanistik, Slawistik, Altphilologie, Geschichte und Nationalökonomie. Während seines Studiums betätigte er sich als Werksstudent und unternahm Studienreisen ins europäische Ausland. Nach Studienende und der 1925 bestandenen Prüfung zum Lektor war er an der Universität Jena als Russischlektor beschäftigt. 1928 wurde er in Jena bei Albert Debrunner mit der Dissertation „Zur Geschichte der Herrschaftsbeziehungen von Homer bis Plato“ zum Dr. phil. promoviert. Seit 1929 unterrichtete er vertretungsweise an einem Gymnasium in Salzwedel und danach am Oberlyzeum in Merseburg. 1932 zog er nach Kiel und habilitierte sich dort im Februar 1933 mit einer Schrift über „Das Attribut im Altlitauischen“ bei Ernst Fraenkel.
Seit 1929 war er mit Christa, geborene Buchfink, verheiratet. Das Paar bekam eine Tochter (Elisabeth, * 1935) und einen Sohn (Raimund, * 1937).

## Zeit des Nationalsozialismus

### Politische Betätigung
Stegmann gehörte bereits im Juli 1932 zu den Unterzeichnern eines Wahlaufrufes für die NSDAP. Im Zuge der Machtübergabe an die Nationalsozialisten war er im November 1933 der SA beigetreten, wo er Truppführer wurde. Er engagierte sich seit Oktober 1934 als Schulungsleiter für Volkstum und Heimat bei der DAF. Des Weiteren gehörte er seit Dezember 1933 dem NS-Lehrerbund, seit Oktober 1934 der NSV, dem NS-Dozentenbund und auch dem Reichsluftschutzbund an. In die NSDAP wurde er im Juni 1937 rückwirkend zum 1. Mai 1937 aufgenommen (Mitgliedsnummer 5.580.554).
Er gehörte dem wissenschaftlichen Rat des in Stuttgart ansässigen Deutschen Ausland-Instituts an. Schon während der Weimarer Republik war er seit 1921 beim Volksbund für das Deutschtum im Ausland Obergruppenleiter. Er führte seit 1932 in Kiel die von ihm begründete Carl-Schirren-Gruppe.

### Dozent und Lehrstuhlvertreter an Hochschulen
Nach seiner Habilitation war er an der Universität Kiel als Privatdozent für indogermanische Sprachwissenschaft tätig. Durch die Notgemeinschaft der deutschen Wissenschaft erhielt er ein Stipendium für sprachwissenschaftliche Studien über „Kultur und Staat der Römer“; das Forschungsvorhaben führte er von April 1934 bis Januar 1936 durch. Im November 1936 habilitierte er sich an die Universität Marburg um. Von 1938 bis 1939 übernahm er vertretungsweise den Lehrstuhl für vergleichende Sprachwissenschaft von dem nach Marburg gewechselten Leo Weisgerber an der Universität Rostock. In Marburg wurde er im März 1940 zum beamteten Diätendozent für vergleichende Sprachwissenschaft ernannt.
Für Stegmann vollkommen unerwartet wurde 1937/38 durch die Gestapo u. a. auf Betreiben des NS-Propagandaministeriums eine von ihm herausgegebene Ausgabe der Fachzeitschrift Wörter und Sachen beschlagnahmt. Hintergrund dieser Maßnahme war der Abdruck einer 1914 erstmals publizierten Karte mit Sprachgrenzen, die seitens der Nationalsozialisten nicht akzeptiert wurde.

### Zweiter Weltkrieg
Nach Beginn des Zweiten Weltkrieges wurde Stegmann zur Wehrmacht einberufen und als Dolmetscher eingesetzt.  Seit Ende Oktober 1941 war er Hochschulreferent beim Reichskommissariat Ostland (RKO) mit Dienstsitz Riga. Des Weiteren nahm er noch das Amt des Leiters des wissenschaftlichen Beirats im RKO wahr. In Dorpat stand er einer Abordnung von Wissenschaftlern vor, die am 15. April 1943 den "Kriegseinsatz der Wissenschaft im Ostland" pathetisch proklamierte. Schließlich übernahm er noch seit November 1943 nebenamtlich und seit Anfang Juni 1944 hauptamtlich die Leitung des Sonderreferats Wissenschaft und Kultur im Reichsministerium für die besetzten Ostgebiete. Spätestens Mitte November 1944 kehrte er nach Marburg zurück und nahm seine Lehrtätigkeit wieder auf. Ende Januar 1945 wurde er in Marburg zum außerplanmäßigen Professor ernannt.

## Nachkriegszeit
Nach Kriegsende wurde Stegmann entlassen und war zeitweise in Internierungshaft. Es folgte ein krankheitsbedingter Aufenthalt in Davos. Von 1952 bis 1962 lehrte er erneut als beamteter Dozent für vergleichende Sprachwissenschaft an der Universität Marburg.
Seit 1952 war er Sekretär der Deutschen Sektion des Institut International de Sociologie in Rom. Im gleichen Jahr übernahm er den stellvertretenden Vorsitz der Carl-Schirren-Gesellschaft. In letzterer Funktion engagierte er sich in der Vertriebenenpolitik. Sein Forschungsschwerpunkt war die vergleichende Sprachwissenschaft.

## Schriften
- Sprache und Persönlichkeit: Der Sinn komparativischer Personalbezeichnungen, Frommannsche Buchhandlung, Jena 1927
- Zur Geschichte der Herrscherbezeichnungen von Homer bis Plato: Ein bedeutungsgeschichtlicher Versuch, C. L. Hirschfeld, Leipzig 1930. In: Forschungen zur Völkerpsychologie und Soziologie; Bd. 7
- Das Attribut im Altlitauischen, Carl Winter Verlag, Heidelberg 1934. In: Indogermanische Bibliothek, Band 14
- Einsatz der Sprachwissenschaft, Armanen-Verlag, Leipzig 1936.
- Ideologische Geschichtsdeutung? Eine Auseinandersetzung mit Friedrich Heer / Ernst Neubauer, Musterschmidt, Göttingen; Berlin; Frankfurt; Zürich 1963